# Rotting Christ
Rotting Christ (с англ. — «Гниющий Христос») — греческая метал-группа, созданная в Афинах в 1987 году. Является одной из самых известных метал-групп Греции.
Основателями и неизменными участниками группы являются братья Некромайхем (Necromayhem, настоящее имя Сакис Толис, вокалист и гитарист) и Некросаурон (Necrosauron, настоящее имя Темис Толис, барабанщик). В 1996 году в группу вошёл басист Андреас Лайос, а в 2005 году — гитарист Йоргос Бокос. Rotting Christ начинали с музыки в жанре грайндкор, но после первых двух демо-кассет переключились на блэк-метал, а в последних альбомах группа перешла в большей степени к дарк-металу с этническими элементами, не отказавшись от своего экстремального звучания.

## Состав группы

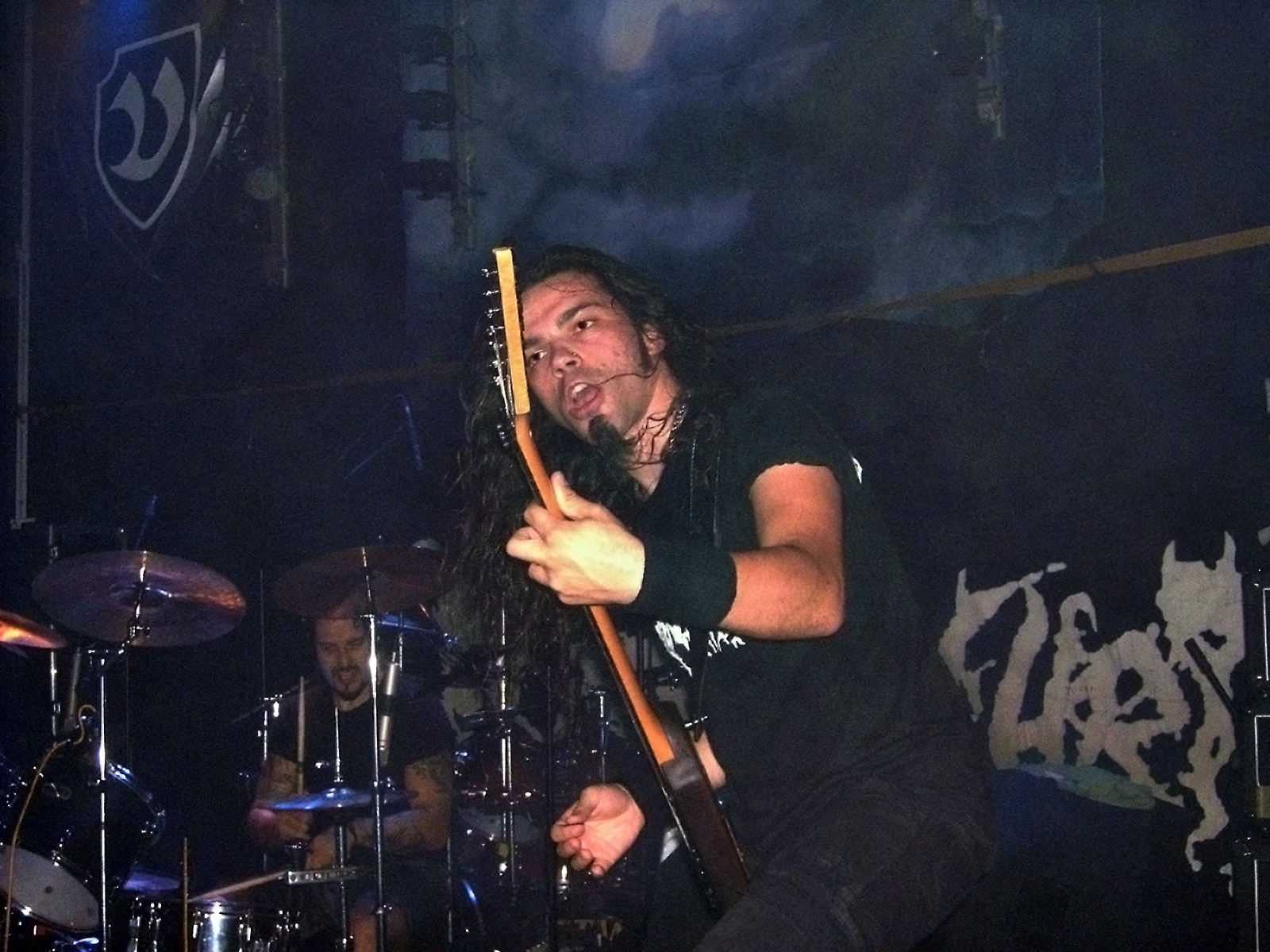
Выступление группы в 2005 году в Польше

### Текущий состав
- Сакис Толис — ритм-гитара, вокал, клавишные, бас (с 1987)
- Эфтимиос «Темис» Толис — ударные (с 1987)
- Костас «Spades» Хелиотис — бас, бэк-вокал (с 2019)
- Костис Фукаракис — соло-гитара, бэк-вокал (с 2019)

### Бывшие участники
- Костас Василакопулос — соло-гитара, бэк-вокал (1996—2004)
- Георгиос Толияс — клавишные, бэк-вокал (1997—2003)
- Георгиос «The Magus» Захаропулос — клавишные, бэк-вокал (1991—1995)
- Джим «Mutilator» Пацурис — бас, бэк-вокал (1987—1996)
- Андреас Лайос — бас, бэк-вокал (1997—2011)
- Йоргос Бокос — соло-гитара, бэк-вокал (2005—2012)
- Джордж Эммануил — соло-гитара, бэк-вокал (2012—2019)
- Вангелис «Van Ace» Карзис — бас, бэк-вокал (2012—2019)

## Дискография
Полноформатные альбомы
- 1993 — Thy Mighty Contract (Osmose Productions, переиздан Century Media в 1998)
- 1994 — Non Serviam (Unisound, переиздан The End Records в 2006)
- 1996 — Triarchy of the Lost Lovers (Century Media)
- 1997 — A Dead Poem (Century Media)
- 1999 — Sleep of the Angels (Century Media)
- 2000 — Khronos 666 (Century Media)
- 2002 — Genesis (Century Media)
- 2004 — Sanctus Diavolos (Century Media)
- 2007 — Theogonia (Season of Mist)
- 2010 — Aealo (Season Of Mist)
- 2013 — Kata Ton Daimona Eaytoy (Season Of Mist)
- 2015 — Lucifer Over Athens (Live album)
- 2016 — Rituals (Season Of Mist)
- 2019 — The Heretics
- 2024 — Pro Xristou

Демо, синглы и DVD
- Decline’s Return (1988, demo)
- Leprosy of Death (1988, unofficial demo)
- The Other Side of Life (1989, split EP with Sound Pollution)
- Satanas Tedeum (1989, demo)
- Rotting Christ / Monumentum (1991, split with Monumentum)
- Passage to Arcturo (1991, EP)
- Dawn of the Iconoclast (1991, EP)
- Ade’s Winds (1992, demo)
- Apokathelosis (1993, EP)
- The Mystical Meeting (1997, single/live/cover compilation)
- Der Perfekte Traum (1999, single/live)
- In Domine Sathana (2003, live DVD)
- Non Serviam: A 20 Year Apocryphal Story (2009, live DVD/CD)
- A Soundtrack to Mikael Häll’s Doctoral Dissertation (2012, Malört förlag, split 7" single with Negative Plane)
- Promo 1995 (2013, EP)

Компиляции
- The Mystical Meeting (1995)
- Thanatiphoro Anthologio (2007, best-of compilation)
- Semigods of the Serpent Cult (2009)
- 25 Years: The Path of Evil Existence (2014)

Клипы
- After Dark I Feel (1999)
- Keravnos Kyvernitos (2007)
- Enuma Elish (2007)
- ΧΞΣ (2013)
- Apage Satana (2016)